# Снігуронька (фільм, 1968)
«Снігуронька» (рос. «Снегурочка») — російський радянський повнометражний кольоровий художній фільм-казка, поставлений на Кіностудії «Ленфільм» в 1968 році режисером Павлом Кадочниковим за однойменною п'єсою О. М. Островського з циклу «Весняні казки».

## Короткий зміст
Фільм є казкою про Снігуроньку й справжнє кохання, яке здатне розтопити будь-яке серце, принести щастя й радість. Снігуронька — донька снігового Діда Мороза й прекрасної Весни. Вона була холодною до зустрічі з милим Лелем, який приніс відсутні барви в її життя.

## Сюжет
У селі берендеїв з'являється дівчина, наділена красою, але не почуттями. На Снігуроньку заглядаються всі молоді хлопці, тільки серце її холодне, навіть солодкоголосому Лелю не під силу пробудити в Снігуроньці любов. Снігуронька скупа на ласку.
Купава і Мізгір — наречений з нареченою, вони йдуть на свято, кличуть з собою купавиних подружок. Мизгир, побачивши Снігуроньку, пропонує Купаві йти на свято без нього. Снігуронька стає розлучницею, сама того не бажаючи. Мізгір прилюдно оголошує про згаслу любов до Купави. На закид берендеїв в непостійності Мизгир відповідає: «До чого слова? Для серця немає указки. Купаву я кохав, тепер кохаю іншу. Снігуроньку».
На загальних зборах берендеїв цар визначає термін: хто підкорить снігурчине серце до ранку перед сходом Ярила-сонця, тому й бути її чоловіком. Дівчата-берендейки з хлопцями-берендейцами теж складають пари й приходять до Ярила й на показ людям і царю. Лель вибрав Купаву, зрівняв її, забуту, з усіма.
Снігуронька просить матір-Весну дати їй любові дівочої. І в Снігуроньці прокидається кохання до Мизгиря. Удвох вони прийшли до Ярила, але сонце погубило Снігуроньку — на світанку вона розтанула.

## У ролях
- Євгенія Філонова — Снігуронька
- Євген Жариков — Лель
- Ірина Губанова — Купава
- Борис Хімічев — Мізгір
- Павло Кадочников — цар Берендей
- Сергій Філіппов — Берм'ята
- Андрій Апсолон — бобир Бакула
- Любов Малиновська — Бобилиха
- Валентина Пугачова — Радушка
- Валерій Малишев — Брусило
- Світлана Онучкіна — Малуша
- Геннадій Нилов — Курилка
- Людмила Безугла — Заряна
- Альберт Дьомін — Малюк
- Степан Крилов — Мураш (роль озвучив — Єфим Копелян)
- Ігор Боголюбов — сусід Мураша
- Наталя Климова — Весна
- Петро Нікашин — Мороз
- Поплічники — Володимир Васильєв, Яків Гудкін

## В епізодах
- К. Охтирський — епізод
- Володимир Балашов — епізод
- К. Васильєва — епізод
- Г. Дегі — епізод
- Е. Іванюк — епізод
- Володимир Костін — друг Мізгіря
- Розалія Котович — епізод
- Світлана Лощиніна — епізод
- А. Мерецький — епізод
- Павло Первушин
- Анатолій Степанов — епізод
- Алевтина Дьоміна — епізод
- Віра Титова — берендеїха
- Станіслав Фесюнов — епізод
- У титрах не вказані:
- Валентина Костіна — епізод
- Вадим Малишев — хлопчик з Берендеєвки
- Ольга Смирнова — дівчина на човні
- Борис Щербаков — отрок

## Знімальна група
- Автори сценарію — Д. Дель, Павло Кадочников
- Постановка — Павла Кадочникова
- Головний оператор — Олександр Чиров
- Головний художник — Олексій Федотов
- Режисер — А. Апсолон
- Композитор — Владислав Кладницький
- Звукооператор — Тигран Силаєв
- Оператор — В. Максимович
- Художники:
по костюмах — Н. Холмова,
декоратор — Т. Воронкова
гримери — Н. Скворцова, Н. Веселова
- Комбіновані зйомки:
Оператор — Михайло Шамкович
Художник — Михайло Кроткін
- Монтажер — І. Новожилова
- Редактор — Михайло Кураєв
- Консультанти — Д. Молдавський, П. Єльчанінов
- Асистенти:
режисера — А. Густавсон, Н. Степанов
оператора — Ю. Воронцов, В. Капустін, І. Карданов
- Соліст — Віргіліус Норейка
- Диригент — Віктор Федотов
- Директор картини — Григорій Прусовський

## Звукова доріжка
- У фільмі Лель — персонаж актора Євгена Жарикова — співає голосом Віргіліуса Норейки.

## Видання на відео
У Росії в 1990-і роки фільм випускався на VHS студією «48 годин», з 2000 року перевипущена компанією «Ленфільм Відео».